# Istočni Wei
Istočna dinastija Wei (kineski: 东魏朝 / 東魏朝, pinyin: Dōng Wèi Cháo) je bila kineska dinastija koja je nakon raspada dinastije Sjeverni Wei vladala na sjeveroistoku Kine od 534. do 550. godine.
Formalno ju je 534. god. osnovao Yuan Shanjian, princ dinastije Sjeverni Wei koji je uzeo ime Xiaojing i bio njezin jedini vladar. Zapravo, on je bio marioneta ratnog gospodara Gao Huana. Svađa Xiaojingovog prethodnika iz dinastije Sjeverni Wei, cara Xiaowua, odnosno njegov bijeg na zapad kod suparničkog generala Yuwen Taija je predstavljala trenutak kada je uspostavljeno dvovlašće, odnosno raspad dinastije Sjeverni Wei na dva dijela. Gao Huan je tada Yuan Shanjiana proglasio novim carem, a tako stvorenu državu su povjesničari kasnije nazvali „Istočni Wei”. Ona je ispočetka bila prostranija i mnogoljudnija od Yuwen Taijeve države, koja je kasnije postala poznata kao dinastija Zapadni Wei. 
Iako je Gao Huan prema mladom caru postupao s poštovanjem, držao je svu vlast koju su poslije preuzeli njegovi sinovi Gao Cheng i Gao Yang. Xiaojing je nadživio Gao Huana, ali ga je 550. god. Gao Huanov sin Gao Yang prisilio na abdikaciju i preuzeo prijestolje kao car Wenxuan, osnovavši tako dinastiju Sjeverni Qi. Novi car je oko 552. godine naredio da se bivši car Xiaojing otruje.

## Vanjske poveznice
- History of China:  A good collection of information on Chinese history  Arhivirana inačica izvorne stranice od 22. travnja 2017. (Wayback Machine) (engl.)